# Велічка Настрадінова
Велічка Настрадінова (болг. Величка Настрадинова, 26 квітня 1936, Пловдив — 28 листопада 2020, Пловдив) — болгарська письменниця-фантастка, авторка історичних творів та творів для дітей, та болгарський музикант.

## Біографія
Народилася Велічка Настрадінова в 1936 році в Пловдиві. Навчалась у Софійській консерваторії по класу віолончелі. Після закінчення консерваторії Велічка Настрадінова працювала викладачем камерної музики в Пловдивському музикальному училищі, одночасно працювала артистом-оркестрантом Пловдивської филармонії. Настрадінова є сестрою композитора та популярної виконавиці Марії Нейкової. Померла Велічка Настрадінова 28 листопада 2020 року в Пловдиві.

## Літературна творчість
Велічка Настрадінова розпочала літературну діяльність у 1969 році, коли вийшло друком її оповідання «Хвости Краконоша» (болг. Репите на Краконощ). У цьому ж році вийшла друком її дитяча книжка «Дідусь Піп» (болг. Дядо Пип). У 1976 році вийшла друком перша збірка оповідань письменниці «Пані відьма» (болг. Госпожица Вещицата), та перший історичний роман письменниці «Елтімір Тертер» (болг. Елтимир Тертер). У 1989 році вийшла найвідоміша зі збірок авторки «Неймовірна Марта» (болг. Невероятната Марта), а в 1999 році вийшов друком її перший роман «Для драконів і вампірів, для Марти, для нащадків» (болг. За змейовете и вампирите, за Марта, за потомството), що фактично є продовженням збірки, об'єднаний з нею головною героїнею. У 2017 році вийшов друком останній фантастичний роман Настрадінової «Пісні динозаврів» (болг. Песните на динозаврите). Для торчості Велічки Настрадінової характерно поєднання наукової фантастики з фентезі та магічним реалізмом, та навіть елементів казки. Найбільш виражеми в неї є образи жінок, які є досить самостійними та сучасними.

## Нагороди та премії
У 1989 збірку Велічки Настрадінової «Неймовірна Марта» назвали кращою дитячою книгою року в Болгарії. У 1992 році письменниця отримала болгарську премію «Гравітон» за великий внесок у болгарську фантастику. У 2010 році книгу «33 казки з половиною» також визнали найкращою дитячою книгою року в Болгарії.

## Твори

### Романи
- 1976 — Елтімір Тертер (болг. Елтимир Тертер)
- ? — Я цар (болг. Аз съм царят)
- ? — Прима винаходу (болг. Инвенция прима)
- 1999 — Для драконів і вампірів, для Марти, для нащадків (болг. За змейовете и вампирите, за Марта, за потомството)
- 2017 — Пісні динозаврів (болг. Песните на динозаврите)

### Збірки
- 1976 — Пані Відьма болг. Госпожица Вещицата
- 1980 — Білила доктора Бєлі болг. Белите на доктор Беля
- 1989 — Неймовірна Марта болг. Невероятната Марта

### Дитячі книги
- 1969 — Дідусь Піп болг. Дядо Пип
- 1973 — Сердитий дідусь Піперко болг. Сърдитият дядо Пиперко
- 1981 — Закриття Америки болг. Закриването на Америка